# Kraljeva cesta (antična)
Kraljeva cesta je bila trgovska pot življenjskega pomena na starodavnem Bližnjem vzhodu, ki je Afriko povezala z Mezopotamijo. Iz Egipta je tekla čez Sinajski polotok do Akabe, od tam je zavila severno čez Transjordanijo v Damask in reke Evfrat.
Po muslimanskem osvajanju rodovitnega polmeseca v 7. stoletju našega štetja in vse do 16. stoletja je muslimanom, ki so prihajali iz Sirije, Iraka in naprej ter se usmeril proti svetemu mestu Meka, služila kot darb al-hajj ali romarska pot za muslimane. 
V sodobni Jordaniji tej poti sledita cesta št. 35 in cesta št. 15, ki Irbid na severu povezujeta z Aqabo na jugu. Južni del prečka več globokih vadijev, zato je zelo slikovita, ovinkasta in precej počasna.

## Potek
Cesta se je začela v Heliopolisu v Egiptu in od tam tekla proti vzhodu do Clysme (sodobni Suez), preko prelaza Mitla in egiptovskih utrdb Nekhl in Themed v Sinajski puščavi do Eilata in Aqabe. Od tam se je cesta usmerila proti severu skozi dolino Arabah, mimo Petre in Ma'ana do Udhruha, Sela in Shaubaka. Skozi Al-Karak in deželo Moab do Madabe, Rabbah Amona / Filadelfije (sodobni Aman), Gerasa, Bosra, Damask in Tadmor, končala se je pri Resafi na zgornjem Evfratu.

## Zgodovina

### Železna doba
Številne starodavne države, vključno Edom, Moab, Amon in različne aramejske enote, so bile v veliki meri odvisne od Kraljeve ceste in trgovine.

### Klasična antika
Nabatejci so to cesto uporabljali kot trgovsko pot za luksuzno blago, kot so kadilo in začimbe iz južne Arabije. Mogoče je bil vzrok njihove vojne s Hasmonejcem Aleksandrom Jannejem in z Iturejo v začetku 1. stoletja pred našim štetjem. 
V rimskem obdobju se je cesta imenovala Via Regia. Cesar Trajan jo je obnovil in preimenoval v Via Traiana Nova, pod tem imenom pa je služila kot vojaška in trgovska pot ob utrjenem Limes Arabicusu.

### Bizantinsko obdobje
Cesta je bila tudi za kristjane pomembna romarska pot, saj je potekala poleg gore Nebo, mesto Mojzesove smrti in groba po Bibliji. Druga cesta ga je povezovala z Jeruzalemom preko Al-Maghtasa, 'mesta krsta' ob reki Jordan (kjer naj bi Jezusa krstil Janez Krstnik), naslovne škofije Livias in Jeriha (Tell es-Sultan	).

### Po muslimamski zasedbi
Po muslimanskih osvajanjih so cesto uporabljali kot glavno pot hadža iz Sirije v Meko, dokler niso v 16. stoletju osmanski Turki zgradili Tariq al-Bint, 800 km dolgo cesto od Damaska do Meke z majhnimi utrdbami za varovanje vodnih virov za romarje. Najbolje ohranjena je Qatrana. 
Težki časi so bili v obdobju križarjev, ko je cesta potekala skozi provinco Oultrejordain križarskega  Jeruzalemskega kraljestva. V obdobjih premirja so gospodarji  Oultrejourdaina običajno pustili karavane romarjev nepoškodovane, z izjemo Raynalda iz Châtillona, ki je romarje dvakrat napadel in oropal. Njegova dejanja so sčasoma vodila ne le do njegove lastne smrti od Saladinove roke, ampak v celoti do padca križarskega kraljestva leta 1187. 

## V Svetem pismu
Kraljeva cesta ali Derech HaMelech je omenjena v  4. Mojzesovi knjigi (Num 20,17, 21,22), kjer je povezava, da so Izraelci pri svojem eksodusu uporabili to pot. Odpravili so se iz Kadeša in zahtevali pravico do poti pri kralju Edoma, a jim je ta zavrnil prehod. Zaobljubil se je, da jih bo napadel, če jo bodo uporabili. Ponudili so celo plačilo za vodo, ki bi je popilo njihovo govedo. Edomski kralj jih je vseeno zavrnil in se namenil nadnje z veliko in močno oboroženo silo. Ko so zašli in prišli na območje Transjordanije med reko Arnon in reko Zarka, so isto prošnjo naslovili na amoritskega kralja Sihona in drugič na isti cesti jim je bil prepovedan prehod, kralj Sihon pa se je z njimi spopadel v bitki pri Jahazu. In oni so bitko tesno dobili. Posledično so v tej deželi in severno od nje dobili nadzor. Plemena Manaše (vzhodna polovica), Gad in Reuben so pozneje naselila ta ozemlja.
Številne vojne Izraelcev proti kraljestvom transjordanskega višavja v obdobju Kraljevine Izrael (in njegovega sestrskega kraljestva, kraljevine Judeje) so se verjetno vsaj deloma borili za nadzor nad cesto.